# Їм було вісімнадцять
«Їм було вісімнадцять» (ест. «Me olime 18 aastased») — радянський художній фільм 1965 року, знятий на кіностудії «Талліннфільм».

## Сюжет
1940 рік. Герої фільму — учні випускного класу гімназії провінційного естонського містечка. Німецький полковник, виступаючи перед школярами, закликає їх бути готовими до війни з Радянським Союзом. А коли в місті встановлюється Радянська влада, однокласники вперше поділяються: члени комсомольського осередку оголошуються зрадниками. Гімназисти поки не знають, що дуже скоро Німеччина окупує Естонію, і вони опиняться по різні боки барикад…

## У ролях
- Евальд Гермакюла — Ельмар Уудам (озвучив Микола Погодін)
- Маре Хелласте — Вірве Теенус, онука Теенуса (озвучила Роза Макагонова)
- Пеетер Кард — Рікс Парка (озвучив Володимир Ферапонтов)
- Тину Аав — Еерік (озвучив Валентин Грачов)
- Ейнарі Коппель — Фелікс (озвучив Станіслав Чекан)
- Хуго Лаур — Теенус, вчитель музики і наглядач церкви (озвучив Олексій Алексєєв)
- Оскар Лійганд — Рінк
- Хейно Мандрі — Троссі (озвучив Аркадій Толбузін)
- Юрі Мюйр — Кюльванд, лейтенант (озвучив Олег Голубицький)
- Антс Ескола — Ліннус, шкільний інспектор (озвучив Олег Мокшанцев)
- Олев Ескола — Віккель, пастор
- Рейн Коппельман — Харрі (озвучив Володимир Гуляєв)
- Аксел Орав — вчитель
- Тійна Ідеон — епізод (озвучила Ніна Головіна)
- Каарел Карм — Уудам, шкільний сторож (озвучив Костянтин Тиртов)
- Франц Малмстен — Парка (озвучив Яків Бєлєнький)
- Андрес Сярев — епізод
- Рудольф Нууде — поліцейський
- Фелікс Карк — Арно
- Маті Соонік — епізод
- Алекс Сатс — офіцер поліції

## Знімальна група
- Режисер — Кальйо Кійськ
- Сценарист — Антс Саар
- Оператор — Юрі Гаршнек
- Композитор — Лембіт Веево
- Художник — Пеетер Лінцбах